# Chippewa Park (Ohio)
Chippewa Park es un lugar designado por el censo ubicado en el condado de Logan en el estado estadounidense de Ohio. En el Censo de 2010 tenía una población de 891 habitantes y una densidad poblacional de 697,8 personas por km².

## Geografía
Chippewa Park se encuentra ubicado en las coordenadas 40°31′1″N 83°53′16″O / 40.51694, -83.88778. Según la Oficina del Censo de los Estados Unidos, Chippewa Park tiene una superficie total de 1.28 km², de la cual 1.14 km² corresponden a tierra firme y (10.75%) 0.14 km² es agua.

## Demografía
Según el censo de 2010, había 891 personas residiendo en Chippewa Park. La densidad de población era de 697,8 hab./km². De los 891 habitantes, Chippewa Park estaba compuesto por el 97.98% blancos, el 0.22% eran afroamericanos, el 0.22% eran amerindios, el 0.22% eran asiáticos, el 0% eran isleños del Pacífico, el 0.11% eran de otras razas y el 1.23% pertenecían a dos o más razas. Del total de la población el 1.35% eran hispanos o latinos de cualquier raza.